# Roland Joffé
Roland Joffé (Londres; 17 de noviembre de 1945) es un director de cine británico de origen judío.

## Biografía y carrera
Empezó su carrera como director de televisión. Sus primeras obras son algunos capítulos en la serie Coronation Street. Rápidamente se hizo un hueco en el primer plano de los realizadores británicos con sus historias de carácter político con las series Bill Brand y Play for Today.
En 1984 dirigió su primera película, Los gritos del silencio (The Killing Fields), que le valió una nominación para los Premios Óscar como mejor director. Trabajando junto al productor David Puttnam realizó una de sus grandes obras maestras, La misión (The Mission), la cual le valió su segunda nominación al Óscar a la mejor dirección. En 1993 produjo y dirigió parcialmente la adaptación del videojuego  Super Mario Bros.
Se declara agnóstico y de izquierdas, habiéndose declarado partidario del Partido Laborista británico.

## Filmografía
Como director:
- 1984 - Los gritos del silencio (The Killing Fields)
- 1986 - La misión (The Mission)
- 1989 - Creadores de sombras (Fat Man and Little Boy)
- 1992 - La ciudad de la alegría (City of Joy)
- 1995 - The Scarlet Letter
- 1999 - Goodbye, Lover (Goodbye, Lover)
- 2000 - Vatel (Vatel)
- 2007 - Captivity (Captivity)
- 2009 - You and I (You and I)
- 2011 - Encontrarás dragones (There be Dragons)
- 2012 - Singularity
- 2017 - The Forgiven

## Premios y distinciones
Premios Óscar
| Año  | Categoría                  | Película                | Resultado |
| ---- | -------------------------- | ----------------------- | --------- |
| 1985 | Óscar a la mejor dirección | Los gritos del silencio | Nominado  |
| 1987 | Óscar a la mejor dirección | La misión               | Nominado  |

Festival Internacional de Cine de Cannes
| Año  | Categoría    | Película  | Resultado |
| ---- | ------------ | --------- | --------- |
| 1986 | Palma de Oro | La misión | Ganador   |